# St. Johannes (Bretleben)

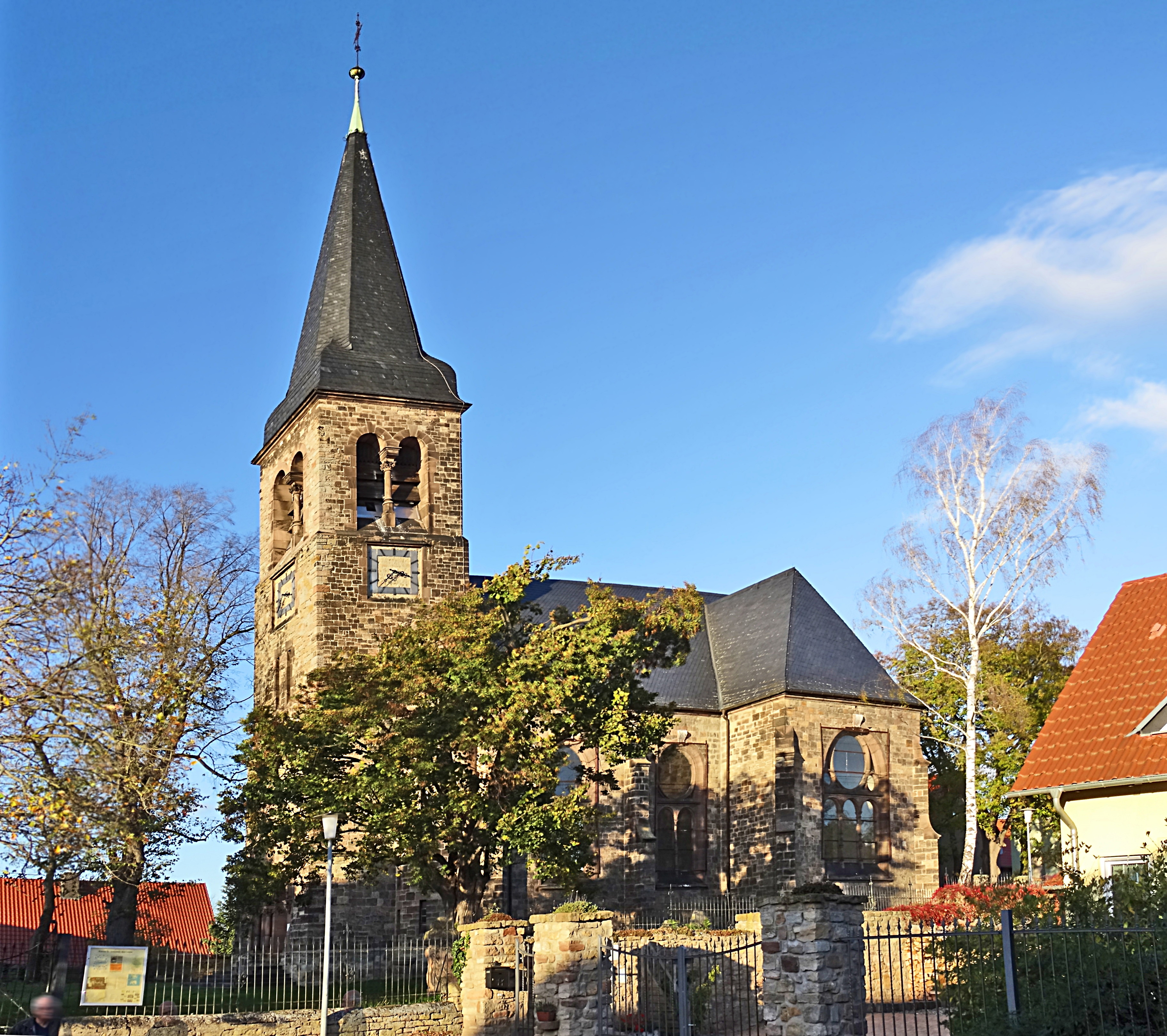
Kirche von Südosten

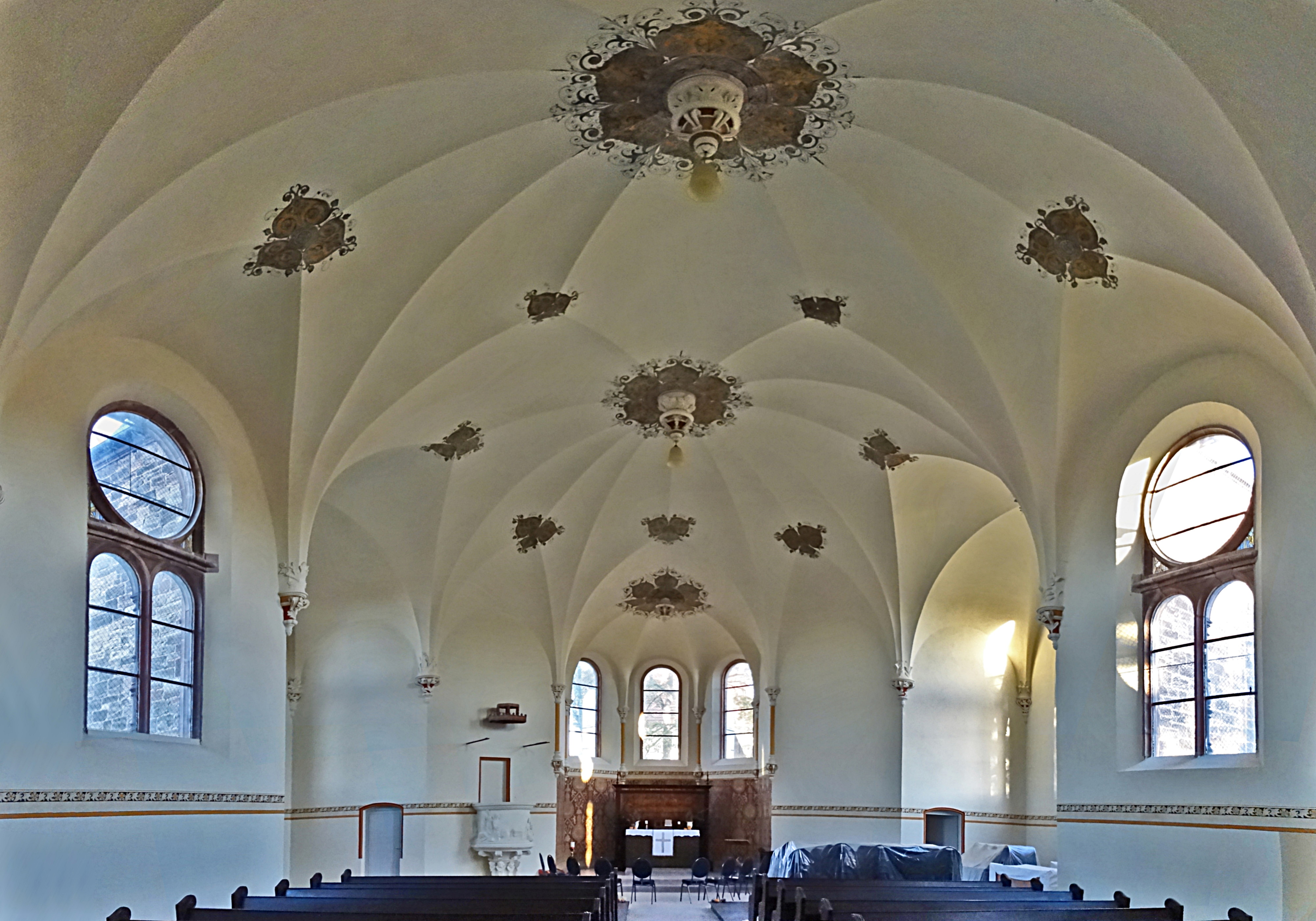
Innenansicht

Die evangelische Dorfkirche St. Johannes steht in Bretleben, einem Ortsteil von An der Schmücke, im Kyffhäuserkreis in Thüringen.

## Geschichte
Der Entwurf für die neue St.-Johannes-Kirche entstand unter der Federführung der Berliner Architekten Hans Grisebach und Georg Dinklage. Sie wurde ab August 1897 von August Oetken gebaut. Von ihren zwei Vorgängerinnen stand eine auf der gleichen Stelle wie die jetzige. Die andere im Oberdorf gehörte zum Kloster Oldisleben. Aufgrund des schlechten Zustandes der Dorfkirche und günstiger wirtschaftlicher Bedingungen beschloss man den Kirchenneubau.

## Architektur
Die kreuzförmige Saalkirche mit polygonal geschlossenem Chor und Westturm mit Hausteinverblendung wurde von 1895 bis 1897 im eklektizistischen Stil erbaut. Im Inneren findet man Rabitzgewölbe und aufstuckierte Gewölbesysteme. Von der Ausstattung ist fast alles verloren gegangen.

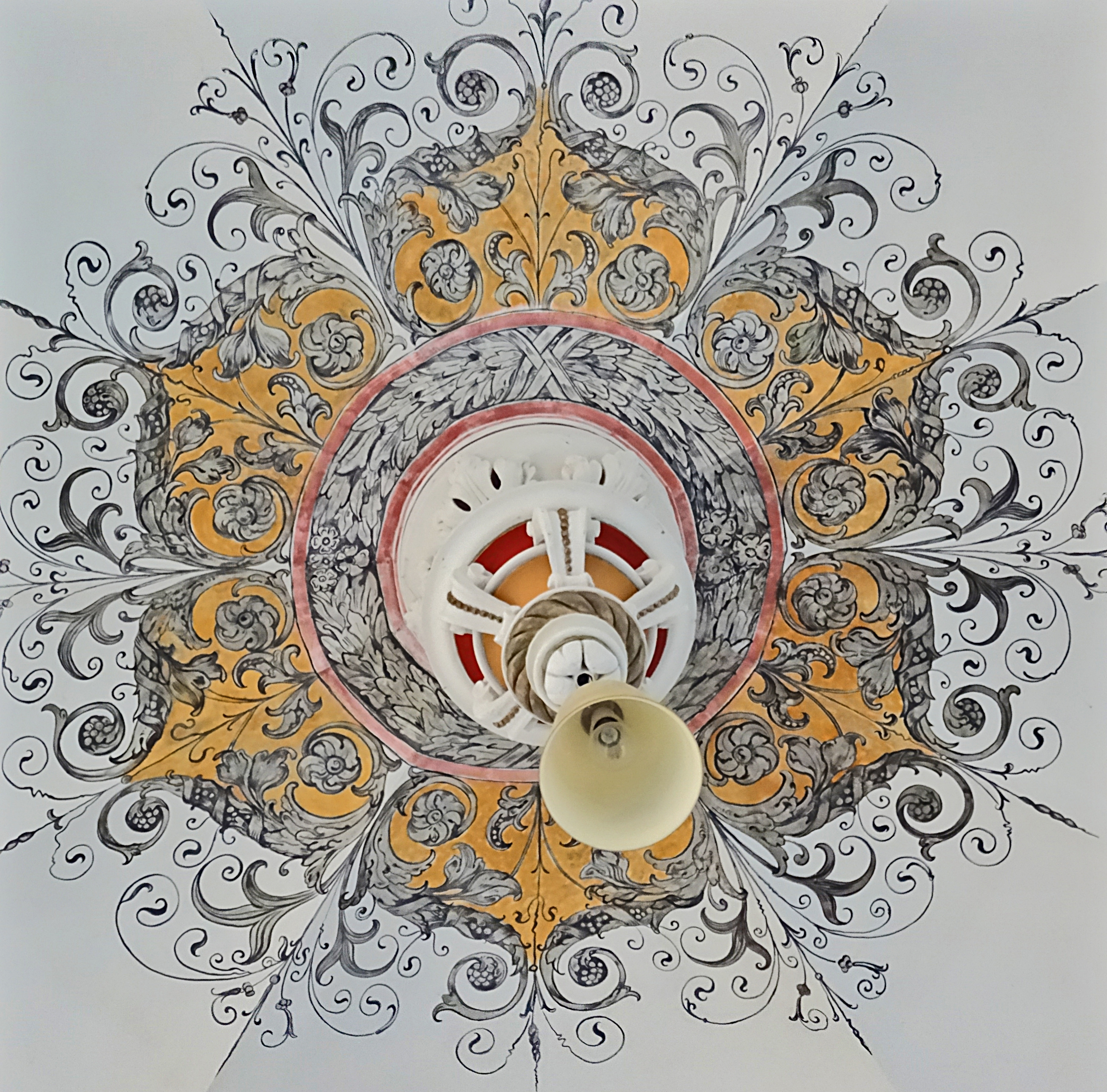
Gewölbeabschluss

Die Kirche war seit 1960 bis zum Jahre 2000 wegen Schäden am Dach und im Innenraum sowie Vandalismus nicht mehr nutzbar. Mit Hilfe der Deutschen Stiftung Denkmalschutz, der Stiftung KiBa und Mitteln des Landes sowie der Kirchgemeinde und Spenden wurde die Generalreparatur und Sanierung eingeleitet.
Es handelt sich um den einzig und weitgehend im Originalzustand befindlichen Sakralbau des Architektenbüros Grisebach & Dinklage.